# Cigaritis cilissa
Cigaritis cilissa es una especie de mariposa de la familia Lycaenidae que puede hallarse en Irán, Irak, Israel, Siria y Turquía.